# Alfredo Serrano Jover
Alfredo Serrano-Jover fue un político y abogado madrileño del primer tercio del siglo XX.

## Biografía
Fue alcalde de Madrid durante solo cinco días, del 26 al 30 de diciembre de 1921, aunque le dio tiempo para acelerar las obras del Metro de Madrid en el tramo Atocha-Vallecas y revisar un proyecto gigantesco de reforma interior. Sucede en el cargo a Ramón Rivero de Miranda, conde de Limpias. A su vez es sucedido por Álvaro de Figueroa y Alonso Martínez, marqués de Villabrágima. La brevísima duración de su alcaldía dio fin con una reñida votación en el consistorio en la que Serrano Jover fue derrotado por un solo voto y fueron necesarias tres rondas de votaciones.
Abogado, académico, escritor y miembro del Partido Maurista, fue diputado en cuatro legislaturas. En 1920 resultó elegido en segunda posición entre los diputados provinciales de Madrid. En la última de sus legislaturas, enmarcada en la Segunda República, fue diputado de Renovación Española por Madrid entre 1933 y 1935. En aquellas elecciones fue el candidato más votado de su partido, solo por detrás de tres candidatos de la CEDA. No fue reelegido en 1936. También había sido concejal en el Ayuntamiento de Madrid en tres períodos asumiendo responsabilidades en áreas como Hacienda y Beneficencia (Diario El Sol, 20 de abril de 1920). Tuvo despacho profesional como abogado en la calle Costanilla de los Ángeles n.º 15, en el distrito Centro, de Madrid. Ostentó el cargo de bibliotecario de la Real Academia de Jurisprudencia y Legislación entre 1920 y 1924. En 1931 asumió el cargo de director general de Administración, una dependencia del Ministerio de Gobernación.
Hijo de Enrique Serrano Fatigati, culto darwinista y creador de la Sociedad Española de Excursiones siguiendo el modelo regeneracionista de la Institución Libre de Enseñanza. Asimismo, era sobrino del marqués de Cerralbo y del auditor de la Rota, Enrique Reig. Contrajo matrimonio con María de los Milagros Gutiérrez de Celis Sánchez de Lamadrid, con quien tuvo siete hijos. En 1923 era presidente de la Sociedad de Tiro Nacional.
En 1924 fue procesado por difundir copias de una carta que contenía conceptos e imputaciones atentatorias a la disciplina de las tropas en campaña durante la guerra de África. En ella se hacía referencia a los generales Primo de Rivera, Aizpuru, Sanjurjo, Correa y Emilio Fernández Pérez.
Murió en El Pardo el 5 de septiembre de 1936, al inicio de la Guerra Civil, fusilado junto a uno de sus hijos por su ideología contraria al bloque republicano. Tenía cincuenta y tres años. Había sido capturado por el tribunal de Radio Oeste el 30 de agosto. Por esas fechas ya no era diputado, pero había participado decididamente en la campaña electoral que precedió las elecciones generales de febrero de 1936, intentando evitar el triunfo de la izquierda; había intervenido como orador, por ejemplo, en uno de los mítines, celebrado el 8 de diciembre de 1935, junto al Marqués de la Eliseda, Manuel González de Jonte y Alfonso Senra Bernárdez.
En 1944 se le dio su nombre a la calle de Madrid que hasta entonces se llamaba Ronda del Conde Duque.